# Sergueï Ambartsumian
Pour les articles homonymes, voir Ambartsumian.
Sergueï Ambartsumian (en arménien : Սերգեյ Ալեքսանդրի Համբարձումյան, en russe : Серге́й Алекса́ндрович Амбарцумя́н ; né le 17 mars 1922 à Alexandropol, aujourd'hui Gyumri, et mort le 4 août 2018 à Erevan) est un scientifique, universitaire et homme politique arménien et soviétique.

## Biographie
Diplômé en 1942 de la Faculté de construction mécanique de l'Institut polytechnique d'Erevan, il y enseigne de 1943 à 1948. En 1946, il défend une thèse de candidat ès sciences, puis obtient un doctorat ès sciences en 1952, le plus haut diplôme dans le système universitaire soviétique.
Devenu professeur en 1953, il dirige l'Institut de mathématiques et de mécanique d'Erevan jusqu'en 1977.
Ses travaux de recherches ont surtout porté sur la théorie des plaques et des coquilles anisotropes (Théorie des coquilles anisotropes, 1961; Théorie des plaques anisotropes, 1967).
Il devient membre de l'Académie des sciences de la République socialiste soviétique d'Arménie en 1965 et en assume la vice-présidence de 1974 à 1977. En 1977, il est élu recteur de l'Université d'État d'Erevan, poste qu'il occupe jusqu'en 1991.
De 1975 à 1980, il siège au Soviet suprême de la République socialiste soviétique d'Arménie, puis au Soviet suprême de l'Union soviétique de 1979 à 1984.